# 포트레이스
포트레이스(Potrace)는 비트맵 이미지를 벡터 그래픽으로 변환하는 크로스 플랫폼, 오픈 소스 소프트웨어이다.
이것은 피터 셀링어(Peter Selinger)에 의해 쓰여지고 관리되고있다.

## 사용 예

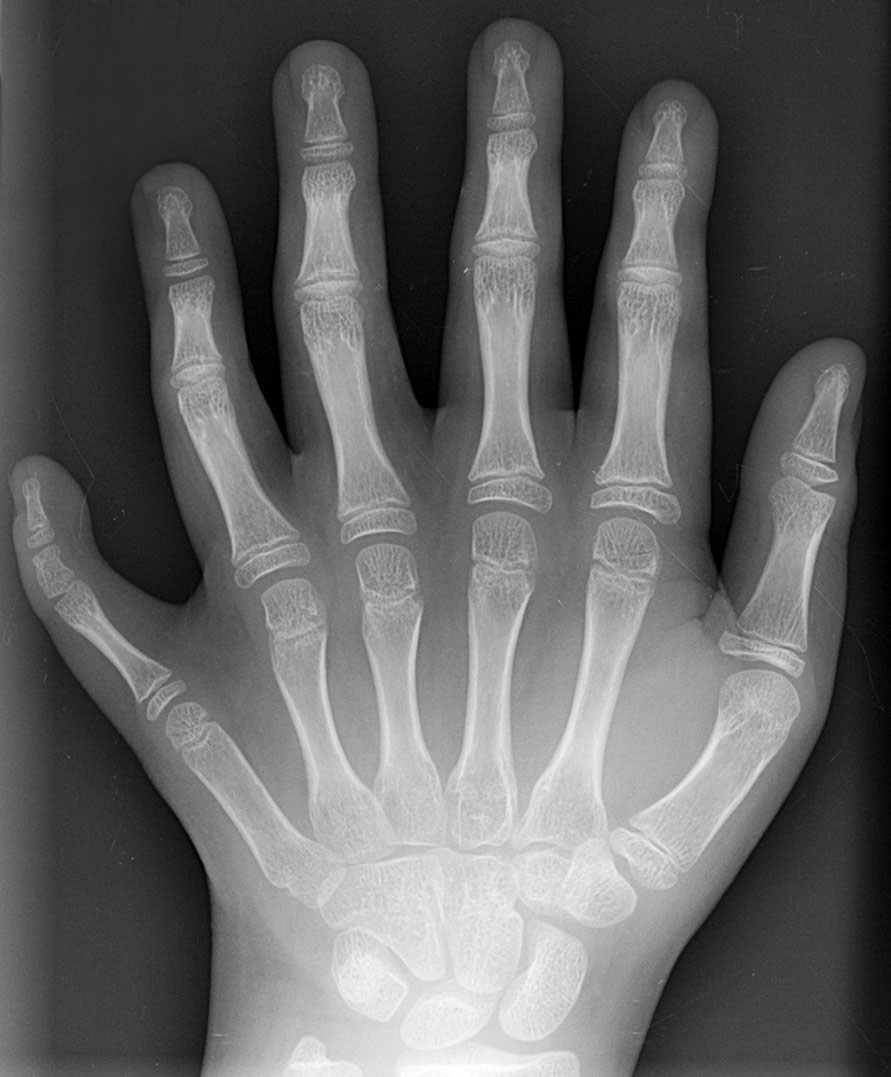
그레이스케일(grayscale)의 JPEG 이미지 (891×1,077 pixel, 119 KB)
잉크스케이프에서 포트레이스로 트레이스된 SVG image , 2006 (50 KB)
잉크스케이프에서 포트레이스로 트레이스된 8칼라 SVG image , 2012 (336 KB)
잉크스케이프에서 포트레이스로 트레이스된 12칼라 SVG image , 2012 (608 KB)
잉크스케이프에서 포트레이스로 트레이스된 16칼라 SVG image , 2012 (743 KB)

## 같이 보기
- 폰트포지

## 참고
- 포트레이스 - 공식 웹사이트 on SourceForge
- Vince Vatter, How to make slides from handwritten notes using potrace